# Duca di Manchester
Conte di Manchester e Duca di Manchester sono titoli della Paria d'Inghilterra e della Parìa di Gran Bretagna. Il conte di Manchester venne elevato allo status di duca nel 1719.

## Storia
La famiglia dei Montagu discendeva da Sir Edward Montagu, Lord Chief Justice of the King's Bench e Chief Justice of the Common Pleas. Suo figlio, Sir Henry Montagu anch'egli fu Lord Chief Justice of the King's bench e fu anche Lord High Treasurer of England e Lord Privy Seal. Nel 1620 egli venne elevato nella Paria d'Inghilterra come Barone Montagu di Kimbolton, di Kimbolton nella contea di Huntingdon, e Visconte Mandeville. Nel 1626 egli ottenne inoltre il titolo di Conte di Manchester, sempre nella Parìa d'Inghilterra.
Il terzo conte, fu rappresentante al parlamento inglese della contea di Huntingdon e suo figlio, il quarto conte, venne creato Duca di Manchester nel 1719.

## Conti di Manchester (1626)
Altri titoli: Visconte Mandeville e Barone Montagu di Kimbolton, di Kimbolton nella contea di Huntingdon (1620)
- Henry Montagu, I conte di Manchester (c. 1563–1642) già Visconte Mandeville dal 1620
- Edward Montagu, II conte di Manchester (1602–1671),
- Robert Montagu, III conte di Manchester (1634–1683)
- Charles Montagu, IV conte di Manchester (1656–1722) creato Duca di Manchester nel 1719

## Duchi di Manchester (1719)
Altri titoli: Conte di Manchester (1626), Visconte Mandeville e Barone Montagu di Kimbolton, di Kimbolton nella contea di Huntingdon (1620)
- Charles Montagu, I duca di Manchester (1656–1722)
- William Montagu, II duca di Manchester (1700–1739)
- Robert Montagu, III duca di Manchester (1710–1762)
- George Montagu, IV duca di Manchester (1737–1788)
- William Montagu, V duca di Manchester (1771–1843)
- George Montagu, VI duca di Manchester (1799–1855)
- William Montagu, VII duca di Manchester (1823–1890)
- George Montagu, VIII duca di Manchester (1853–1892)
- William Montagu, IX duca di Manchester (1877–1947)
- Alexander Montagu, X duca di Manchester (1902–1977)
- Sidney Montagu, XI duca di Manchester (1929–1985)
- Angus Montagu, XII duca di Manchester (1938–2002)
- Alexander Montagu, XIII duca di Manchester (n. 1962)